# 鄒美儀
鄒美儀（1956年6月19日—2002年1月10日），籍貫四川，曾是一位台灣女歌手、主持人。她以與巴戈共同主持的電視節目《雙星報喜》走紅，後轉主持廣播節目。2002年1月10日因罹患多種癌症，病逝於台北三軍總醫院，享年45歲。
她是星雲法師的弟子，法名和觀。一生未婚也無子女，唯一公開承認的戀情是與藝人包偉銘，持續約一年多。
鄒美儀性格爽朗樂觀，體貼又喜歡照顧人，在演藝圈人緣好，朋友眾多，有龍千玉、楊麗花、陳凱倫、田希仁、李靜美、崔愛蓮等。

## 生平

### 出道之前
鄒美儀的父親曾任中華民國交通部郵政總局台北郵局副局長，母親鄒林慎言曾任職聯勤總部，上有大她十一歲與七歲的兩位哥哥。鄒美儀出生時的體重就有12磅半，小時候就常被人稱呼「小象」、「胖胖」，所以日後她能自嘲自己的身材，直到上初中、高中時，開始因愛美控制食量而變得纖瘦；她是四川人，但因為自幼鄰居都是台灣人，所以鄒美儀能說台語。
此後，鄒美儀到基隆市就讀崇右企專。此時期的鄒美儀參加排球、籃球、書法、音樂歌唱等活動而活躍，也是學校的籃球校隊之一。
1970年代，台視開設第一屆歌唱人員訓練班，鄒美儀於五專一年級時曾報考後短期進修三個月，獲得《群星會》製作人關華石賞識。1973年，台視與正聲廣播電台合辦「62年度全國歌唱比賽」，鄒美儀在三萬八千多名報名者中通過複試，成為四十名參賽者之一，結果得到第三名。

### 出道至走紅
雖然在歌唱比賽得到第三名，但台視並沒有與鄒美儀簽約；於是她轉與警察廣播電台簽約，開始上廣播節目唱歌，如當時的《我為你歌唱》。五專二年級時，鄒美儀與家中商議，父親同意她休學一年，如果她在演藝圈闖不出名號就繼續讀書。
17歲左右，鄒美儀開始在台北市西門町鳳凰大歌廳與台北縣中信百貨6樓中信豪華大歌廳駐唱，但因沒有上電視，缺乏知名度，始終是小牌歌星；加上此時體型又漸漸豐腴，於是在歌廳老闆娘鼓勵下，鄒美儀開始轉型為主持人。八年後，她已經是鳳凰大歌廳的紅牌主持人之一。
之後鄒美儀某次赴新加坡義演時，擔任主持人的她因為外型與在新加坡無知名度，被當時的某大牌女星拒絕訪問，使她傷心與氣憤，萌生出「再工作一年就退出演藝圈嫁人」的念頭。然而此時陳麗麗受邀到中信歌廳演出京劇《鎖麟囊》，且指定當中的一位丑角必須由鄒美儀來擔綱，演出效果奇佳，陳麗麗對鄒美儀的表現很滿意，將她介紹給華視，簽約為特約藝人，開啟了鄒美儀的電視之路。

### 巔峰期
當時華視的主管到中信歌廳捧陳麗麗的場，電視節目製作人曹仁也到中信歌廳捧場。曹仁是陳麗麗的乾爹，他正打算在華視開闢一個模仿日本放送協會《NHK红白歌合战》的大型綜藝節目，剛好看到鄒美儀的演出，覺得她雖然胖，但台風穩健、口齒清晰，決定邀請鄒美儀來主持。為了讓觀眾留下深刻印象，他想到了一胖一瘦的組合，因此選定巴戈與她搭檔，節目原名《烏龍雙星》，敲定主持人後節目名也改為《雙星報喜》。
主持《雙星報喜》後，鄒美儀迅速翻紅，陸續接演許多電視劇或電影。1982年與劉文正演出喜劇電影《冬天裡的一把火》（同名主題曲〈冬天裡的一把火〉由高凌風演唱）；1983年參演香港笑匠許冠文喜劇電影《鐵板燒》，與葉倩文、盧海鵬等一起演出。1985年演出武打電影《龍發威》 。
1985年，喜歡唱歌，但因主持走紅的鄒美儀終於有出唱片的機會，與海山唱片簽約，出版個人專輯《心愛的人/六月暝》，是一張國、台語混合專輯，邀得洪小喬寫歌，也是鄒美儀生涯唯一的一張專輯。之後，鄒美儀與巴戈以《雙星報喜》接連獲得1986年與1987年電視金鐘獎綜藝節目主持人獎。1986年該獎項甚至創下「唯一入圍、唯一獲獎」的殊榮。

### 後期
1989年7月與華視約滿轉往中視；1991年，鄒美儀與倪敏然、邢峰、陶晶瑩聯合主持中視《今夜來抓狂》，接著主持《夏娃100》；但因關係不佳，轉往台視，1992年到台視主持《我愛紅娘》。1993年與陳京主持台視《咱的鄉情咱的歌》，之後鄒美儀逐漸轉向廣播節目，電視主持量減少。
1990年，在台視與巴戈、崔苔菁等演出醫療喜劇《今天不看病》，該劇是鄒美儀演藝生涯最後一部戲，也是唯一跟巴戈同場共演的戲劇。過去兩人多為同劇但不同場或不同線（如《江南遊》），只有《今天不看病》兩人同線又同場。

### 個人生活與病逝
與前任男友唐稜分手後；鄒美儀傳出與包偉銘交往，這段戀情傳出時雙方周遭朋友大多不以為然，認為是炒作，因為兩人名氣與年齡差距實在太大。雖然戀情傳的繪聲繪影，但隨著包偉銘當兵，加上兩人聚少離多、鄒美儀周遭朋友都反對之下終告分手。
1996年，鄒美儀發現右乳有硬塊，經診斷為乳癌而切除，因而改為主持中國廣播公司廣播節目《快樂寶島》。2001年癌症復發，確診為惡性子宮平滑肌肉瘤。鄒美儀為此在醫院開記者會，表示退出演藝圈並放棄治療。2002年1月10日凌晨2點22分，鄒美儀病逝於三軍總醫院，她過世後的骨灰安放在新北市萬里區福田妙國生命紀念館。

## 主持作品
| 頻道                    | 播出時間                 | 節目               | 備註                                 |
| ----------------------- | ------------------------ | ------------------ | ------------------------------------ |
| 台灣電視公司            | 1992年－1993年10月9日    | 《我愛紅娘》       | 獨自主持                             |
| 台灣電視公司            | 1991年                   | 《熱鬧滾滾》       | 與方芳、董至成、蔡頭主持             |
| 台灣電視公司            | 1993年                   | 《咱的鄉情咱的歌》 | 與陳京主持                           |
| 台灣電視公司            | 1991年－1992年           | 《女丑劇場》       | 代理主持。主持人巴戈、方芳芳         |
| 台灣電視公司            | 1995年                   | 《歡喜來做伙》     | 獨自主持                             |
| 中國電視公司            | 1991年                   | 《今夜來抓狂》     | 與倪敏然、邢峰、陶晶瑩主持           |
| 中國電視公司            | 1991年                   | 《夏娃100》        | 獨自主持                             |
| 中華電視台→中華電視公司 | 1981年8月27日－1989年7月 | 《雙星報喜》       | 先後與巴戈、曹啟泰、陽帆、李天柱主持 |
| 博視三立台              | 1995年                   | 《超級舞台》       | 與賀一航主持                         |

## 電視劇
| 電視台       | 年份 | 劇名                        | 飾演角色 | 備註                                               |
| ------------ | ---- | --------------------------- | -------- | -------------------------------------------------- |
| 中華電視公司 | 1980 | 《江南遊—假鳳虛凰》         | 鳳嬌     |                                                    |
| 中華電視公司 | 1983 | 《煙雨江南》                | 安格格   |                                                    |
| 中華電視公司 | 1984 | 《江南游龍—妙賊》           | 大妞     |                                                    |
| 中華電視公司 | 1985 | 《愛情慢跑》                | 錢圓圓   |                                                    |
| 中華電視公司 | 1986 | 《阿公我愛你》              | 喬麗麗   | 閩南語連續劇                                       |
| 中華電視公司 | 1986 | 《鑽石劇院—家家有本傷腦經》 | 劉紀芳   | 華廣傳播製作之九點半檔喜劇，上檔前暫名《花心老爸》 |
| 中華電視公司 | 1987 | 《神仙一把抓》              | 鄒貴妃   |                                                    |
| 中華電視公司 | 1987 | 《好鄰居》                  | 阿美     |                                                    |
| 中華電視公司 | 1988 | 《華視劇集—佳偶天成》       |          | 角色待查                                           |
| 臺灣電視公司 | 1990 | 《今天不看病》              | 賈西施   |                                                    |

## 廣播節目
- 中廣寶島網《快樂寶島》

## 廣告
- 聲寶股份有限公司「聲寶牌美滿電冰箱」
- 白馬窯業「白馬瓷磚」
- 乖乖「孔雀香酥脆」（與巴戈合拍）
- 新光人壽「新光吉利500萬保障」（與巴戈合拍）